# 函館 (小惑星)
函館（はこだて、18469 Hakodate）は小惑星帯の小惑星である。埼玉県のアマチュア天文家、佐藤直人が1995年に発見した。
日本三大夜景の一つである函館市に因んで命名された。
函館山(標高334m)からの夜景や五稜郭、トラピスチヌ修道院など観光スポットが多数ある。マシュー・ペリー(Matthew Calbraith Perry(1794-1858))が1854年7月、開港のため訪れた街でもある。